# Herbert William Trenchard
Herbert William Trenchard (Thorncombe, 8 de setembre de 1857 – Londres, 15 d'abril de 1934) fou un jugador d'escacs anglès.

## Resultats destacats en competició
Trenchard fou 11è i posteriorment empatà als llocs 4t-5è en dos consecutius torneigs a Londres el 1886, fou 3r tant a Cambridge 1890 com a Oxford 1891, empatà als llocs 4t-5è a Brighton 1892, fou 2n a Londres 1892 (Torneig B), empatà als llocs 3r-4t a Woolhall Spa 1893, i fou 3r a Londres 1896,

### Torneig de Viena 1898
L'esdeveniment escaquístic més important en què va participar fou sens dubte el Torneig de Viena 1898 (Kaiser-Jubiläumsturnier, que fou guanyat per Siegbert Tarrasch i Harry Pillsbury). Trenchard hi fou només 19è (i últim), però es tractava d'un torneig on hi participaven la majoria dels millors jugadors mundials del moment. Va aconseguir guanyar-hi una partida (al mestre romanès Georg Marco), i feu 8 taules (una d'elles amb el campió del torneig, l'alemany Tarrasch).

### Rànquing mundial
El seu millor rànquing Elo s'ha estimat en 2560 punts, el gener de 1894, moment en què tenia 36 anys, cosa que el situaria en 38è lloc mundial en aquella data. Segons chessmetrics, va ser el 34è millor jugador mundial el mes d'agost de 1893.